# 绍普龙内迈蒂
绍普龙内迈蒂，是匈牙利杰尔-莫雄-肖普朗州所辖的一个村。总面积7.09平方公里，总人口260，人口密度36.7人/平方公里（2011年1月1日）。